# لانسينغ كولتون هولدن
لانسينغ كولتون هولدن (بالإنجليزية: Lansing Holden)‏ هو عسكري أمريكي، ولد في 8 أكتوبر 1896 في بروكلين في الولايات المتحدة، وتوفي في 13 نوفمبر 1938 في سبارتا في الولايات المتحدة.

## وصلات خارجية
- لانسينغ كولتون هولدن على موقع IMDb (الإنجليزية)
- لانسينغ كولتون هولدن على موقع قاعدة بيانات الفيلم (الإنجليزية)